# Editura Teora
Editura Teora SRL este o casă de editură română care a fost înființată în București la data de 10 noiembrie 1994, având ca obiect principal de activitate codul CAEN 5811 - Activități de editare a cărților.

## Prezentare
În anul 2005 era a doua cea mai mare editură din România, după Editura Polirom, având o cifră de afaceri de 3,1 milioane de euro.
La finele anului 2013, Teora avea o cifră de afaceri de 5 milioane lei (1,13 milioane euro), înregistrând un profit de 413.360 lei (93.541,5 euro), la un număr de 29 angajați, potrivit rezultatelor publicate de Ministerul Finanțelor Publice și calculate la cursul mediu de anul 2012, comunicat de BNR, de 4,4190 lei/euro.
În septembrie 2014, editura Teora din București a vândut întregul pachet de acțiuni de 79,8% deținut la editura Polsib din Sibiu către societatea Best Mixt Team Buildings, o firmă cu sediul într-un apartament din Arad. Editura bucureșteană a încasat suma de 14.,4 milioane de lei (3,2 mii. euro) pentru cele peste 327.000 de acțiuni Polsib vândute la prețul de 44 de lei pe titlu. Prețul a fost cu 10% peste ultima cotație din piață a acțiunilor Polsib. 

## Vezi și
- Lista volumelor publicate în Colecția Sci-Fi (Editura Teora)